# Љубохња
Љубохња (слч. Ľubochňa) насељено је мјесто са административним статусом сеоске општине (слч. obec) у округу Ружомберок, у Жилинском крају, Словачка Република.

## Становништво
| Година:    | 1994. | 2004.   | 2014.   | 2024.   |
| ---------- | ----- | ------- | ------- | ------- |
| Број људи: | 1065  | 1042    | 1053    | 1045    |
| Разлика:   |       | -2,15 % | +1,05 % | -0,75 % |

| Година:    | 2023. | 2024.   |
| ---------- | ----- | ------- |
| Број људи: | 1052  | 1045    |
| Разлика:   |       | -0,66 % |

Према подацима о броју становника из 2011. године насеље је имало 1.062 становника.